# أليكساندر كونستنت
أليكساندر كونستنت (بالفرنسية: Alexandre Constant)‏ هو عالم حيوانات وعالم بقشريات الأجنحة فرنسي، ولد في 14 سبتمبر 1829، وتوفي في 13 مايو 1901.